# Wilhelmshaven

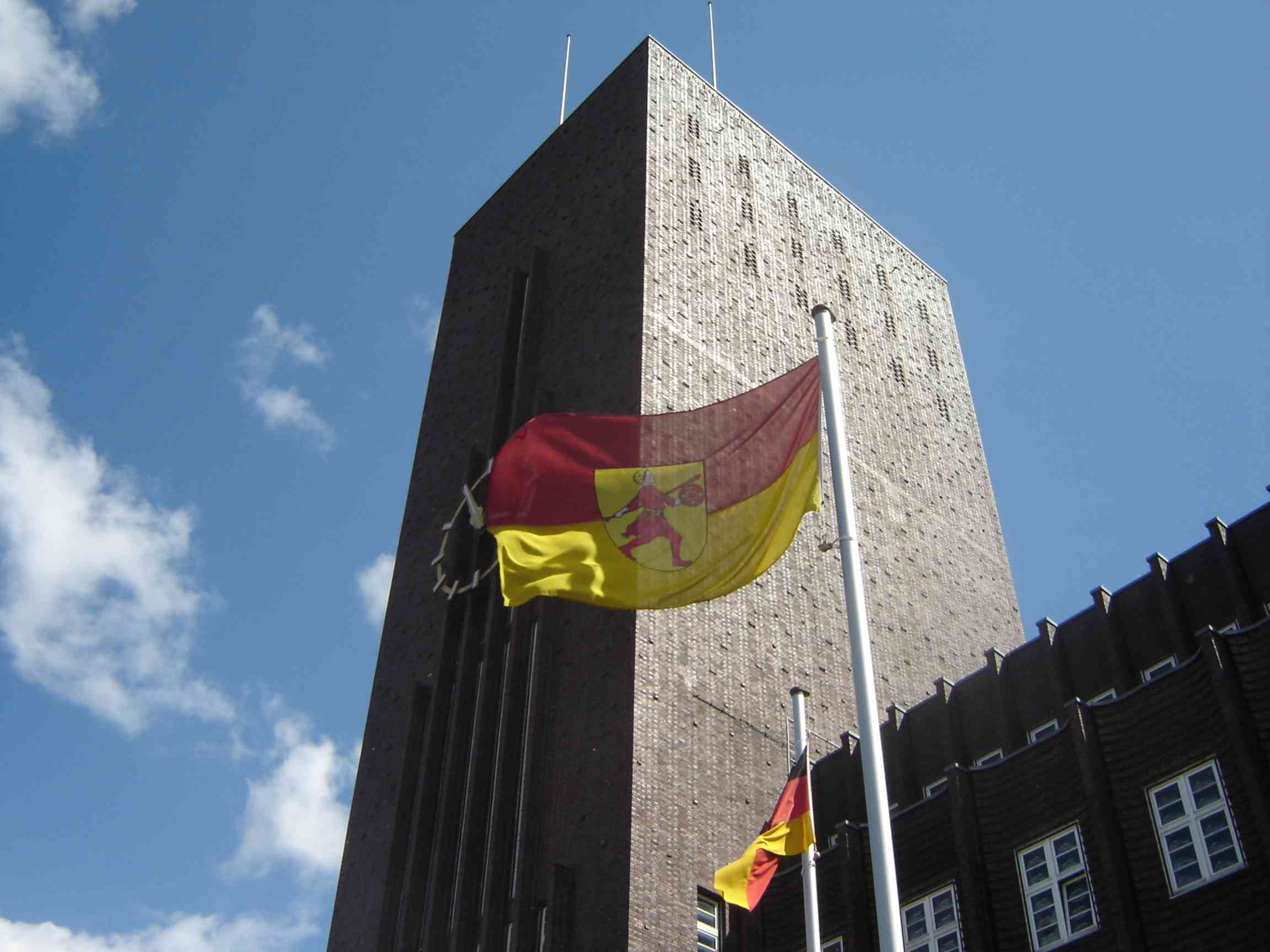
Het stadhuis met de stadsvlag van Wilhelmshaven

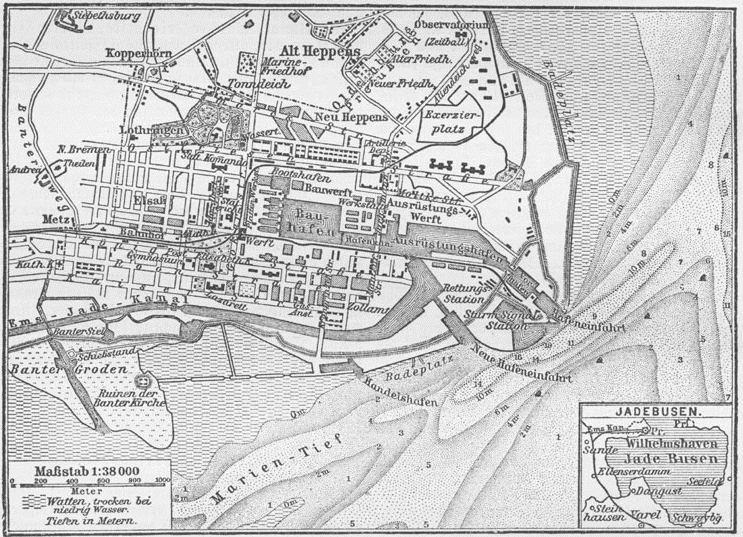
Wilhelmshaven in 1888

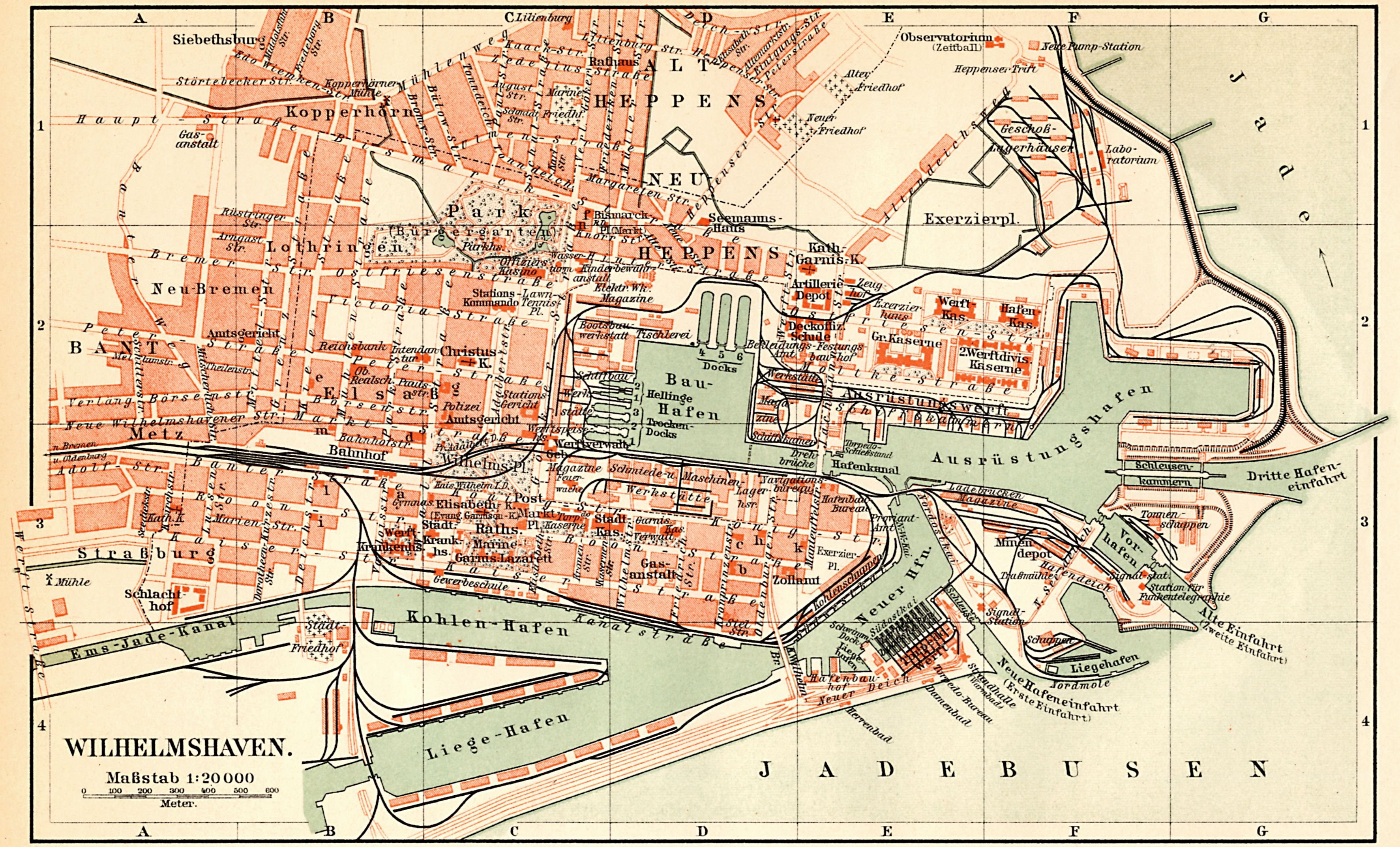
Wilhelmshaven in 1905

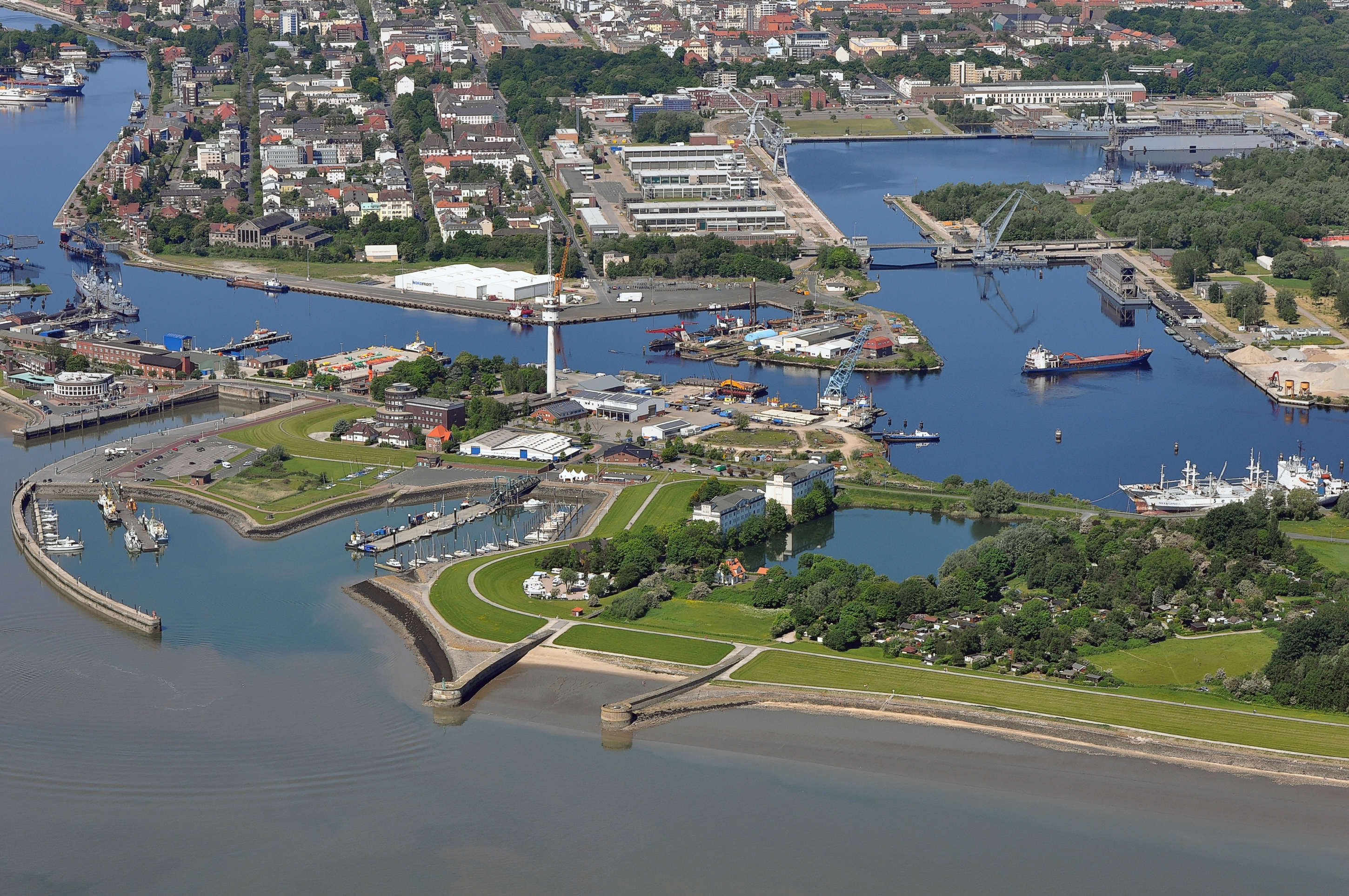
Luchtfoto uit 2012

Wilhelmshaven is een havenstad in de Duitse deelstaat Nedersaksen. De stad ligt aan de westkust van de Jadeboezem, een baai van de Noordzee, en telt 75.189 inwoners (31 december 2020) op een oppervlakte van 107,07 km². Op 31 december 2020 had 11,7% van de inwoners een niet-Duits staatsburgerschap (8.800 niet-Duitsers) en hadden 80 inwoners het Nederlandse staatsburgerschap.  
Sinds 2006 maakt Wilhelmshaven deel uit van de metropoolregio Bremen-Oldenburg. De stad wordt geheel omsloten door de Landkreis Friesland. Bestuurlijk is Wilhelmshaven een kreisfreie Stadt.

## Geschiedenis
Op deze plaats bevond zich al in 1383 een kasteel de Sibetsburg. Dit was in bezit van piraten en werd in 1433 verwoest door de Hanze. Vier eeuwen later besloot het koninkrijk Pruisen hier een vlootbasis te vestigen.

### Bij Pruisen
In 1853 werd het Jade-Verdrag gesloten tussen Prins Adalbert van Pruisen en het Groothertogdom Oldenburg. Oldenburg verkocht 3,13 km² grond aan de Jadeboezem aan Pruisen voor de aanleg van een marinehaven. In het verdrag was verder vastgelegd dat alleen burgers die direct betrokken waren bij de aanleg van de haven of bij de bevoorrading van de schepen zich in de plaats mochten vestigen. 
Gotthilf Hagen (1797-1884) maakte de plannen voor de haven en de stad in opdracht van koning Frederik Willem IV van Pruisen. Het plan uit 1856 toont alleen een klein woongebied aan de zuidkant van de haven, met haaks op elkaar staande straten. Tijdens de bouw werd de haven "Hafen Heppens" genoemd, en als officiële naam was "Zollern am Meer" bedacht. Toen Wilhelm I (die later de Duitse keizer van dezelfde naam zou worden) de haven op 17 juni 1869 inwijdde, gaf hij er zijn naam aan. Met de schrijfwijze "haven" in plaats van het standaard-Duitse woord "hafen" werd aangesloten bij de namen van andere havens in het gebied (Bremerhaven en Cuxhaven).
Na de oprichting van het Duitse Keizerrijk in 1871 werden Wilhelmshaven aan de Noordzee en Kiel aan de Oostzee keizerlijke marinehavens. De ontwikkeling van de vloot kreeg extra aandacht en de haven werd tot 1886 verbreed en uitgebreid. De oorspronkelijke schutsluis die toegang gaf tot de haven was te klein geworden en deze werd vervangen door een grotere versie. De nieuwe sluis kwam iets zuidelijker te liggen om beter aan te sluiten op de vaargeul. Bij de ingebruikname van de nieuwe sluis kreeg deze de naam "Neue Einfahrt" en de eerste sluis uit 1869 werd de "Alte Einfahrt" genoemd. In 1888 kwam het Eems-Jadekanaal gereed, de binnenvaart kreeg hiermee een directe toegang tot de haven.
Onder Wilhelm II nam de omvang van de stad sterk toe. Hij voerde een actief marine- en buitenlandsbeleid mede om kolonies in Afrika, Azië en Oceanië te verkrijgen. De marine kreeg een nieuwe actieve bevelhebber, Alfred von Tirpitz. Hij kreeg steun voor belangrijke uitbreidingsplannen voor de vloot en daarmee ook voor de haven en scheepswerf.
De Kaiserliche Werft Wilhelmshaven werd de grootste en belangrijkste van de drie Duitse keizerlijke scheepswerven. In 1880 telde de werf zo'n 3000 medewerkers, maar aan het einde van de Eerste Wereldoorlog waren dit er ongeveer 21.000. Bij de werf werden de grootste en sterkste oorlogsschepen van die tijd gebouwd. Op 15 april 1914 werd in Wilhelmshaven de grootste drijvende kraan ter wereld in gebruik genomen, met een hefvermogen van 250 ton.
Naast de toename van het aantal marineschepen nam ook de omvang toe, de introductie van de Britse Dreadnoughtklasse gaf hiertoe een grote impuls. De aanzienlijk grotere afmetingen vereisten ook overeenkomstige aanpassingen aan de havens. Tussen 1900 en 1909 werd de Kaiserliche Werft Wilhelmshaven vergroot, werd een derde sluis gebouwd en werd de haven significant uitgebreid in zuidelijke richting. De oude zeedijk werd verplaatst en een groot deel van het voormalige waddengebied kwam binnen de dijk te liggen. Hier werden nieuwe havenbekkens aangelegd, een deel van het Eems-Jadekanaal ging hierin op, en faciliteiten en loodsen gebouwd. In 1907 kwam de Kaiser-Wilhelm-Brücke gereed en fungeert als schakel tussen het zuidelijke deel van de stad en het nieuwe buitendijkse gebied. In het verlengde van het Bauhafenkanaal, ten noordoosten van de oudste ingang, werd een dubbele schutsluis gerealiseerd. De sluizen werden weer hernoemd, van west naar oost werden de namen 1. Einfahrt, 2. Einfahrt en als laatste 3. Einfahrt. Op 15 oktober 1909 werden de nieuwste schutsluizen officieel geopend.

### Novemberrevolutie
Op 28 oktober 1918 brak in Wilhelmshaven muiterij uit toen matrozen in opstand kwamen tegen het bevel om zich eervol dood te vechten tegen de Britse vloot. Duizend matrozen werden gevangengenomen. In Kiel braken demonstraties uit en op 4 november begon in Kiel een opstand die snel zou uitgroeien tot de zogenaamde 'novemberrevolutie' die een eind maakte aan het Duitse Keizerrijk. Na de oorlog werd de werf gesloten, maar na korte tijd werd deze heropend onder de nieuwe naam Reichsmarinewerft Wilhelmshaven en in 1935 veranderde de naam in Kriegsmarinewerft Wilhelmshaven.
Wilhelmshaven was een van de belangrijkste Duitse havens. Ook het Groothertogdom Oldenburg had voordeel van de haven; het stichtte de plaats Rüstringen, vlak bij Wilhelmshaven maar op het grondgebied van Oldenburg. Wilhelmshaven en Rüstringen werden in 1937 samengevoegd.

### Tweede Wereldoorlog

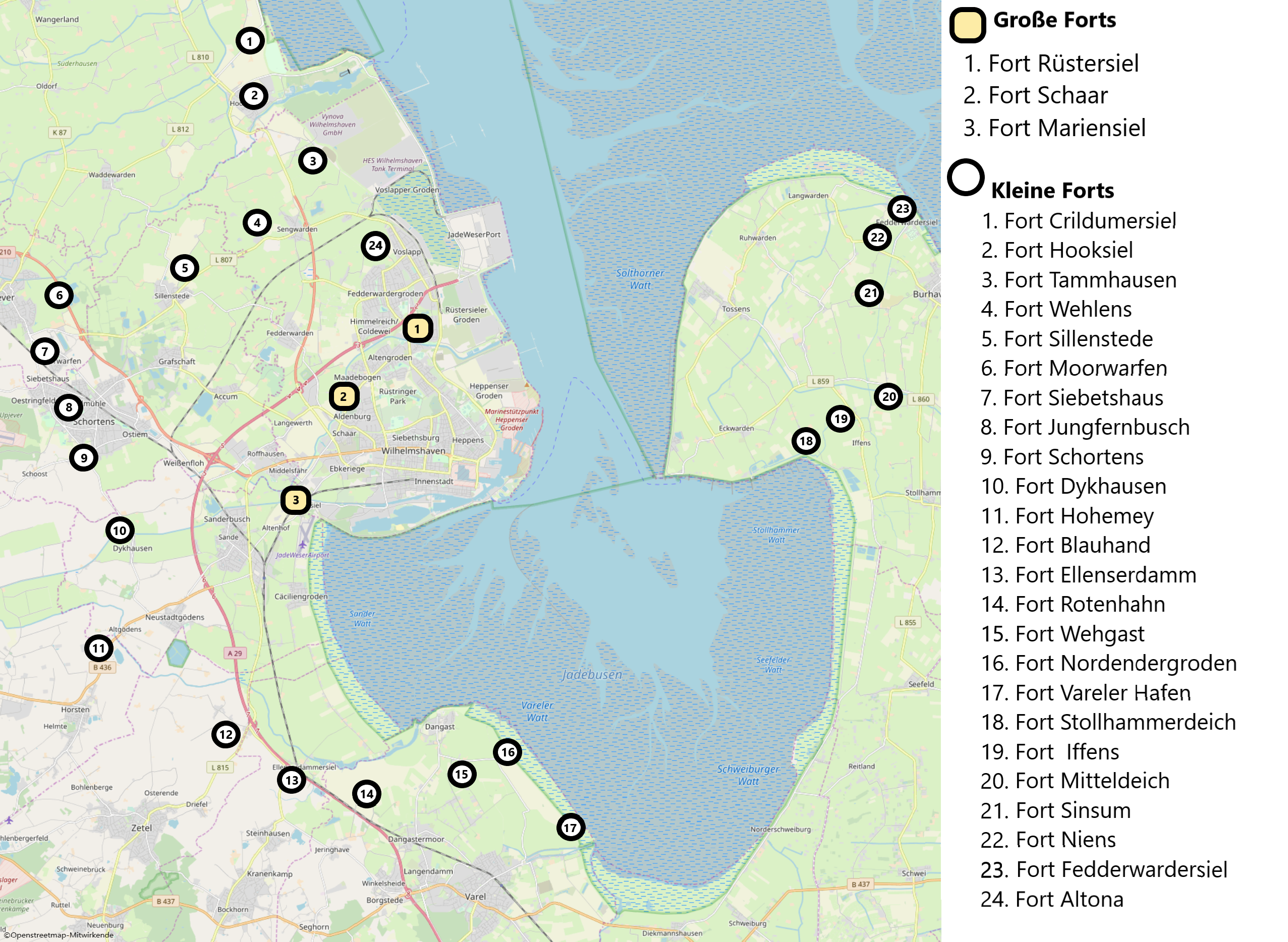
De 27 forten ter verdediging van Wilhelmshaven

Net voor de Tweede Wereldoorlog werd op 1 april 1939 in Wilhelmshaven het Duitse slagschip Tirpitz te water gelaten. De stad was een belangrijke, door 27 kazematten en andere doorgaans met Flak- luchtafweergeschut bezette, forten verdedigde,  marinehaven en was daarmee een doelwit voor bommenwerpers. De eerste luchtaanval vond plaats op 4 september 1939. In de stad was ook een zogeheten Außenlager  (buitencommando) van het concentratiekamp Neuengamme gevestigd. Wilhelmshaven was op 27 januari 1943 de eerste Duitse stad die werd getroffen door een Amerikaans bombardement. Op 30 maart 1945 lieten ruim 2100 vliegtuigen meer dan 5000 ton bommen op de stad vallen. Hierbij werd ook een onderzeebootbunker getroffen, waarbij de onderzeeboot U-96 tot zinken werd gebracht. Bij bombardementen door de geallieerden werd in totaal twee-derde van de gebouwen verwoest. Op 6 mei 1945 werd de stad ingenomen door de Poolse 1e Pantserdivisie.

### Na 1945
Na de oorlog werd de haven voor civiel gebruik opengesteld. Wilhelmshaven is de tweede haven van Duitsland (na Hamburg) en is bereikbaar via internationale scheepvaartroutes op de Noordzee. In 2012 werd een nieuwe containerhaven geopend, de JadeWeserPort.

## Economie
Wilhelmshaven is de op één na belangrijkste havenstad van Noordwest-Duitsland. De locatie heeft een groot getijdeverschil van 3½ à 4½ meter, en de maximum diepgang is met 18 meter de grootste in geheel Duitsland. Wilhelmshaven beschouwt zichzelf dan ook als de eerste diepzeehaven van Duitsland. 
Wilhelmshaven beschikt over ten minste vier grote havencomplexen:
- de moderne JadeWeserPort, in het gelijknamige stadsdeel in het noordoosten van de stad, met accent op containervervoer, en met grote overslagfaciliteiten voor verder vervoer per goederentrein;
- de oude oliehaven in het oosten van de stad, die in 2009 de belangrijkste van geheel Duitsland was (recentere cijfers zijn niet beschikbaar); deze beschikt over oliepijpleidingen naar o.a. Hamburg en het Ruhrgebied;
- de nieuwe oliehaven in het stadsdeel Voslapper Groden;
- de grote marinehaven, ten zuiden van de oude oliehaven.

- Als eerste Duitse haven voltooide Wilhelmshaven in november 2022 een drijvende LNG-terminal, waar vanaf januari 2023 vloeibaar aardgas kan worden omgezet in gas dat geschikt is voor het gasnet.

In Wilhelmshaven is er verder een belangrijke fabriek die havenkranen maakt en een scheepsreparatiewerf van het concern Lürssen. Onder de stad bevindt zich, in een zoutkoepel, een zeer groot aardoliereservoir, bedoeld om een groot deel van Duitsland in tijden van nood met aardolie te beleveren.

## Bezienswaardigheden
In Wilhelmshaven bevindt zich het Duitse Marinemuseum; een aquarium met dieren uit de Noordzee en het informatiecentrum van het Nationalpark Niedersächsisches Wattenmeer ("Nationaal Park Nedersaksische Waddenzee"). Ook is er een museum voor moderne kunst, de Kunsthalle Wilhelmshaven.
Het symbool van de stad is de Kaiser-Wilhelm-Brücke ("Keizer Wilhelmbrug"), over een inham van de Jadeboezem. De brug is gebouwd in 1908, is 159 meter lang en was ooit de grootste draaibrug van Europa. Een ander karakteristiek bouwwerk is het stadhuis, bijgenaamd die Burg am Meer. Dit ontwerp van Fritz Höger werd in 1929 voltooid en heeft een 50 meter hoge toren.
Aan de zuidkant van de stad is op de Banter See, nabij een voormalige aanlegsteiger voor onderzeeboten, een grote broedkolonie visdiefjes aanwezig. Sedert 2022 worden deze vogels echter, evenals de Nederlandse soortgenoten, gedecimeerd door de vogelgriep.

## Indeling

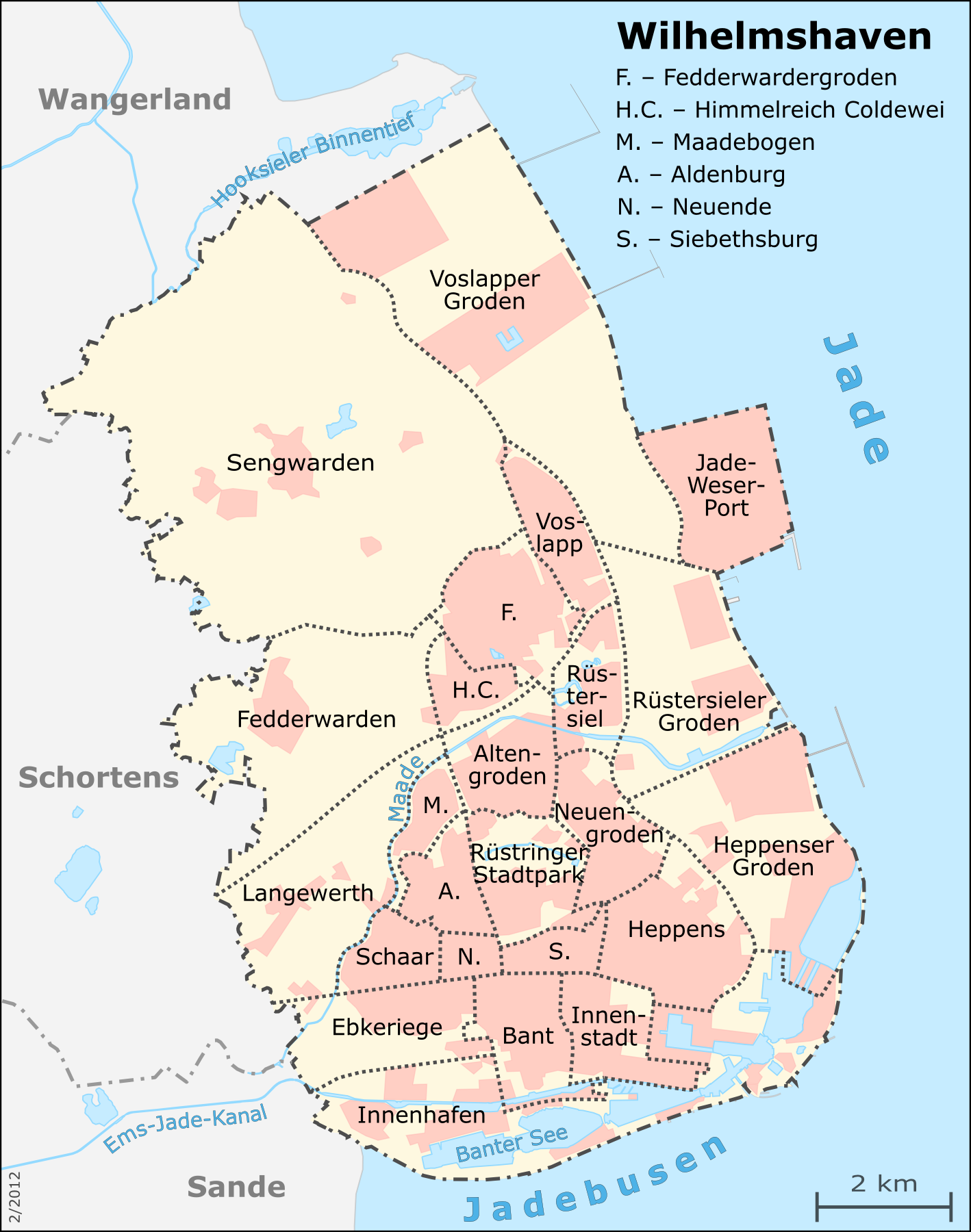
De indeling van Wilhelmshaven

Wilhelmshaven is een Kreisfreie Stadt. De stad is verdeeld in vijf stadsdelen die weer onderverdeeld zijn in wijken en buurten.
1. Zuid (Süd): verdeeld in de wijken Binnenhaven (Innenhafen), Binnenstad (Innenstadt), Bant en Ebkeriege.
2. Midden (Mitte): verdeeld in de wijken  Heppens, Siebethsburg, Rüstringer Stadtpark, Neuengroden, Altengroden en Rüstersiel.
3. West: verdeeld in de wijken Neuende, Schaar, Aldenburg, Maadebogen en Langewerth.
4. Noord (Nord): verdeeld in de wijken Himmelreich/Coldewei, Fedderwardergroden, Voslapp, Fedderwarden en Sengwarden
5. Oost (Ost): verdeeld in de wijken Heppenser Groden, Rüstersieler Groden, Voslapper Groden en JadeWeserPort.

## Bevolkingsontwikkeling
Wilhelmshaven kampt met bevolkingsdaling. Na een zeer sterke groei tot aan het begin van de oorlog telde de stad 133.000 inwoners in 1941. Aan het einde van de oorlog was dit teruggelopen tot goed 89.000. Tot in de jaren zeventig van de twintigste eeuw was er sprake van een zeer lichte groei maar vanaf 1973 is er sprake van krimp. In 1978 telde de stad voor het laatst meer dan 100.000 inwoners, in 1996 werd dat minder dan 90.000 terwijl er eind 2011 nog maar 81.200 mensen woonden in de stad.
De daling wordt met name verklaard door de inkrimping van de marine en de teloorgang van het grootste bedrijf in de regio, de Olympia-Werke vooral bekend van de schrijfmachines, dat in zijn hoogtijdagen meer dan 12.000 werknemers telde en in 1992 ten onder ging.
| Datum      |               | Inwoners |        | Buitenlanders | Buitenlanders | Buitenlanders | Buitenlanders |
| Datum      | Totaal        | Inwoners | %      |               | Nederlanders  |               |               |
| ---------- | ------------- | -------- | ------ | ------------- | ------------- | ------------- | ------------- |
| 31.12.2022 |               | 76.089   |        |               |               |               |               |
| 31.12.2021 | 75.027        | 9.220    | 12,29% | 80            |               |               |               |
| 31.12.2020 | 75.189        | 8.800    | 11,7%  | 80            |               |               |               |
| 31.12.2019 | 76.089        | 8.785    | 11,55% | 85            |               |               |               |
| 31.12.2018 | 76.278        | 8.410    | 11,03% | 80            |               |               |               |
| 31.12.2017 | 76.316        | 7.820    | 10,25% | 80            |               |               |               |
| 31.12.2016 | 76.201        | 6.925    | 9,09%  | 75            |               |               |               |
| 31.12.2015 | 75.995        | 5.979    | 7,87%  | 77            |               |               |               |
| 31.12.2014 | 75.534        | 4.698    | 6,22%  | 78            |               |               |               |
| 31.12.2013 | 75.728        | 4.440    | 5,86%  | 77            |               |               |               |
| 31.12.2012 | 76.545        | 4.499    | 5,88%  | 81            |               |               |               |
| 31.12.2011 | 76.926        | 4.277    | 5,56%  | 97            |               |               |               |
| 31.12.2010 | 81.324        | 4.274    | 5,26%  | 88            |               |               |               |
| 31.12.2009 | 81.137        | 3.769    | 4,65%  | 82            |               |               |               |
| 31.12.2008 | 81.411        | 3.618    | 4,44%  | 89            |               |               |               |
| 31.12.2007 | 82.192        | 3.676    | 4,47%  | 84            |               |               |               |
| 31.12.2006 | 82.797        | 3.710    | 4,48%  | 72            |               |               |               |
| 31.12.2005 | 83.552        | 3.851    | 4,61%  | 75            |               |               |               |
| 31.12.2004 | 84.118        | 3.991    | 4,74%  | 81            |               |               |               |
| 31.12.2003 | 84.586        | 4.201    | 4,97%  | 87            |               |               |               |
| 31.12.2002 | 84.751        | 4.186    | 4,94%  | 83            |               |               |               |
| 31.12.2001 | 84.994        | 4.399    | 5,18%  | 83            |               |               |               |
| 31.12.2000 | 85.287        | 4.385    | 5,14%  | 86            |               |               |               |
| 31.12.1999 | 86.453        | 5.062    | 5,86%  | 96            |               |               |               |
| 31.12.1998 | 87.590        | 4.957    | 5,66%  | 109           |               |               |               |
| 31.12.1997 | 88.950        | 5.125    | 5,76%  | 119           |               |               |               |
| 31.12.1996 | 89.604        | 5.191    | 5,79%  | 113           |               |               |               |
| 31.12.1995 | 90.667        | 5.187    | 5,72%  | 111           |               |               |               |
| 31.12.1994 | 91.230        | 5.140    | 5,63%  | 118           |               |               |               |
| 31.12.1993 | 91.680        | 4.962    | 5,41%  | 119           |               |               |               |
| 31.12.1992 | 91.906        | 4.849    | 5,28%  | 123           |               |               |               |
| 31.12.1991 | 91.149        | 4.220    | 4,63%  | 118           |               |               |               |
| 31.12.1990 | 90.561        | 4.068    | 4,49%  | 118           |               |               |               |
| 31.12.1989 | 90.051        |          |        |               |               |               |               |
| 31.12.1988 | 89.892        |          |        |               |               |               |               |
| 31.12.1987 | 90.740        | 3.489    | 3,85%  |               |               |               |               |
| 31.12.1986 | 94.896        | 3.439    | 3,62%  |               |               |               |               |
| 31.12.1985 | 95.570        | 3.530    | 3,69%  |               |               |               |               |
| 31.12.1984 | 97.495        | 3.702    | 3,8%   |               |               |               |               |
| 31.12.1983 | 98.892        | 3.996    | 4,04%  |               |               |               |               |
| 31.12.1982 | 99.174        | 4.016    | 4,05%  |               |               |               |               |
| 31.12.1981 | 99.030        | 3.966    | 4%     |               |               |               |               |
| 31.12.1980 | 99.230        | 4.052    | 4,08%  |               |               |               |               |
| 31.12.1979 | 99.426        | 3.553    | 3,57%  |               |               |               |               |
| 31.12.1978 | 100.148       | 3.441    | 3,44%  |               |               |               |               |
| 31.12.1977 | 101.516       |          |        |               |               |               |               |
| 31.12.1976 | 102.539       |          |        |               |               |               |               |
| 31.12.1975 | 103.417       |          |        |               |               |               |               |
| 31.12.1974 | 104.218       |          |        |               |               |               |               |
| 31.12.1973 | 104.305       |          |        |               |               |               |               |
| 31.12.1972 | 104.333       |          |        |               |               |               |               |
| 31.12.1971 | 104.843       |          |        |               |               |               |               |
| 31.12.1970 | 105.231       |          |        |               |               |               |               |
| 31.12.1969 | 105.651       |          |        |               |               |               |               |
| 31.12.1968 | 105.044       |          |        |               |               |               |               |
| Datum      |               | Inwoners |        | Totaal        | %             |               | Nederlanders  |
| Datum      | Buitenlanders | Inwoners |        |               |               |               |               |

1. 1 2  Vanwege geheimhoudingsredenen (§ 16 Bundesstatistikgesetz) worden de statistieken van buitenlanders vanaf 2016 alleen nog maar afgerond weergegeven (veelvoud van vijf).

## Onderwijs en wetenschap
Door de belangrijke regionale positie die Wilhelmshaven inneemt, bezit de stad veel scholen en andere educatieve instellingen. Vermeldenswaard zijn o.a.:
- de Jade Hochschule, een hogeschool met nevenvestigingen te Oldenburg en Elsfleth; te Wilhelmshaven kan men opleidingen volgen om ingenieur in diverse takken van techniek te worden. Ook kan men er informatietechnologie, management en economie studeren.
- Het geschiedwetenschappelijke instituut Niedersächsisches Institut für historische Küstenforschung houdt zich o.a. met archeologie bezig.
- Het filiaal Senckenberg am Meer van het Senckenberg Forschungsinstitut und Naturmuseum Frankfurt houdt zich o.a. met oceanografie en petrografie bezig.
- De Stadsbücherei (stadsbibliotheek) bezat anno 2007 rond de 88.000 uitleenbare boeken en andere media.

## Sport
De thuisbasis van voetbalclub SV Wilhelmshaven is het Jadestadion met een capaciteit van 7500 plaatsen. Verder zijn er onder meer een handbal-, ijshockey-, watersport- en klootschietvereniging.

## Verkeer
De stad ligt aan de Autobahn A29. Een belangrijke uitvalsweg van de stad is ook de Bundesstraße 210 naar Schortens en van daar verder naar het westen.
Station Wilhelmshaven Hauptbahnhof ligt aan de spoorlijn Oldenburg - Wilhelmshaven. Pas in 2021 is men begonnen, deze spoorlijn te elektrificeren; dit vanwege het in verband met de havenactiviteiten in de stad zeer belangrijke goederenvervoer per trein. Aparte goederenspoorlijnen lopen om de stad heen en takken te Sande (Friesland) op de lijn naar Oldenburg aan. In 2021-2023 is daartoe het station te Sande gemoderniseerd. Wilhelmshaven kende tot 1945 een tramnet, en van 1942 tot 1960 reden er trolleybussen.
Vanuit Wilhelmshaven wordt een vliegverbinding onderhouden met Helgoland. Het vliegveld van de stad, JadeWeserAirport, ligt op het grondgebied van de buurgemeente Sande (Friesland).

## Galerij

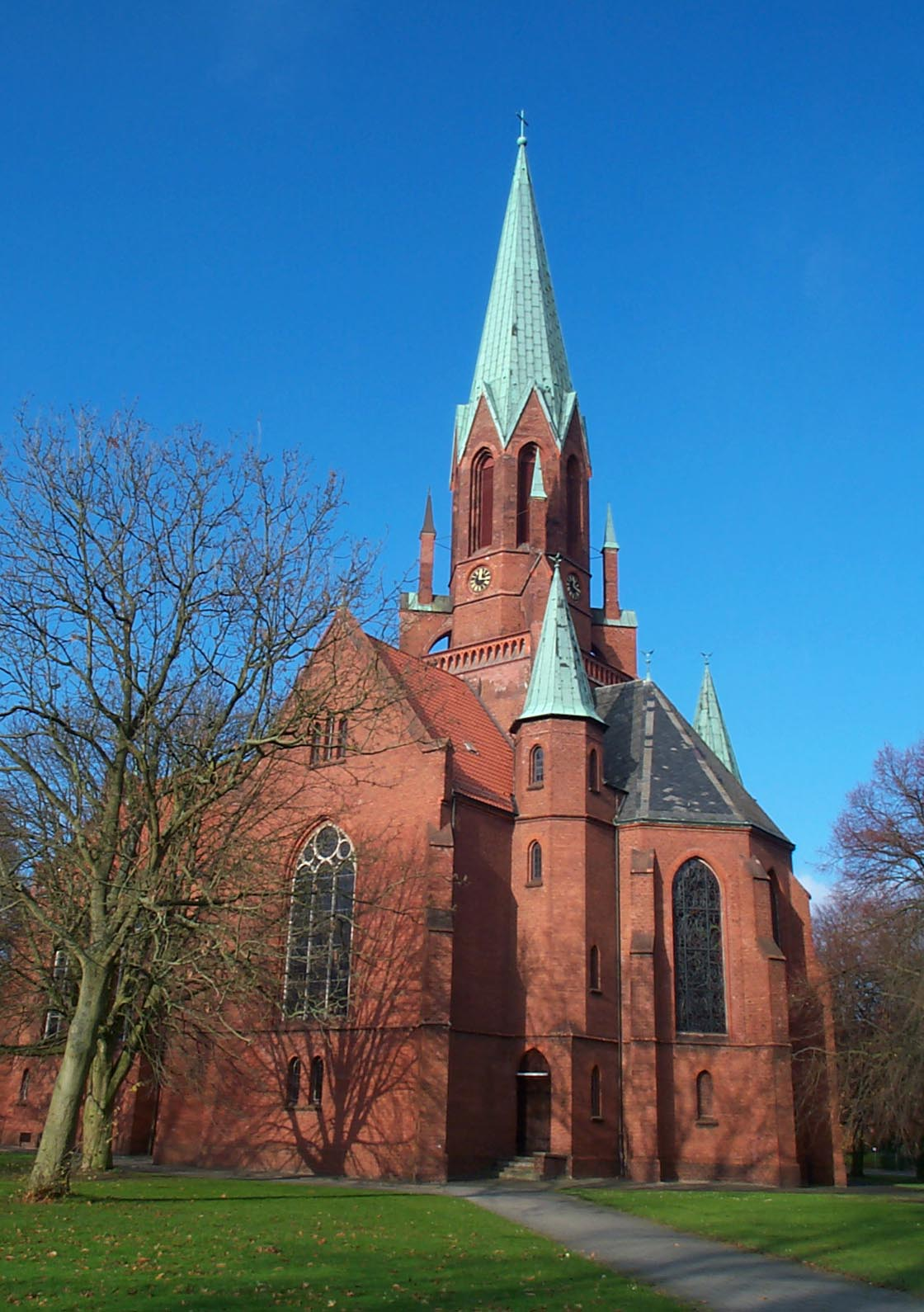
Garnison Kirche (Garnizoen Kerk)
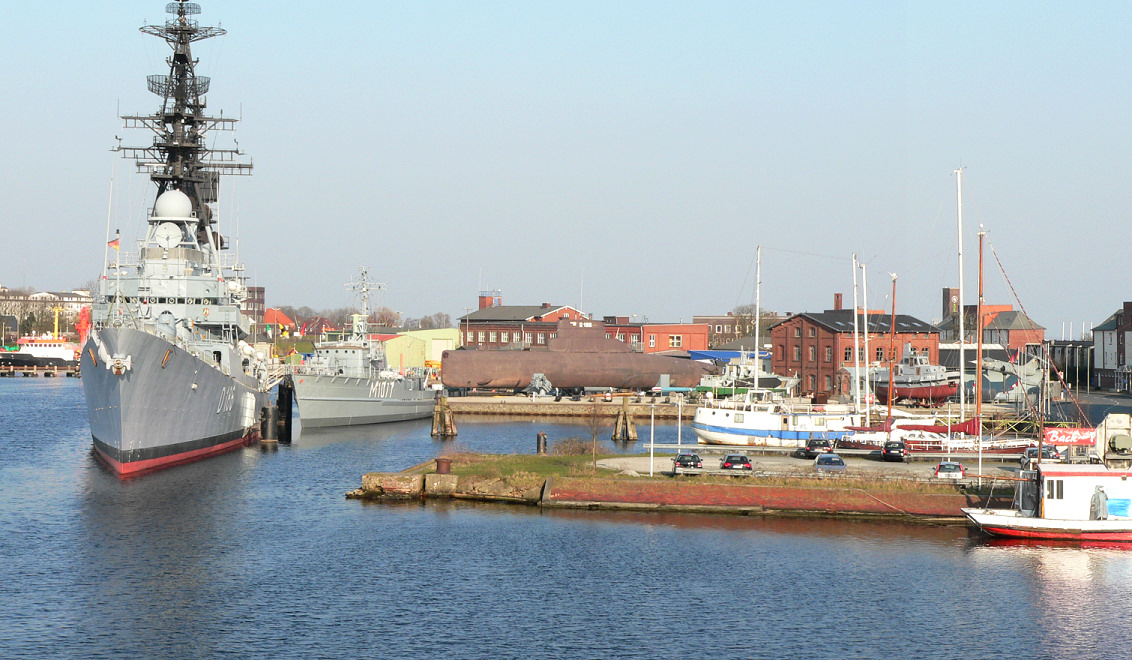
Marinemuseum
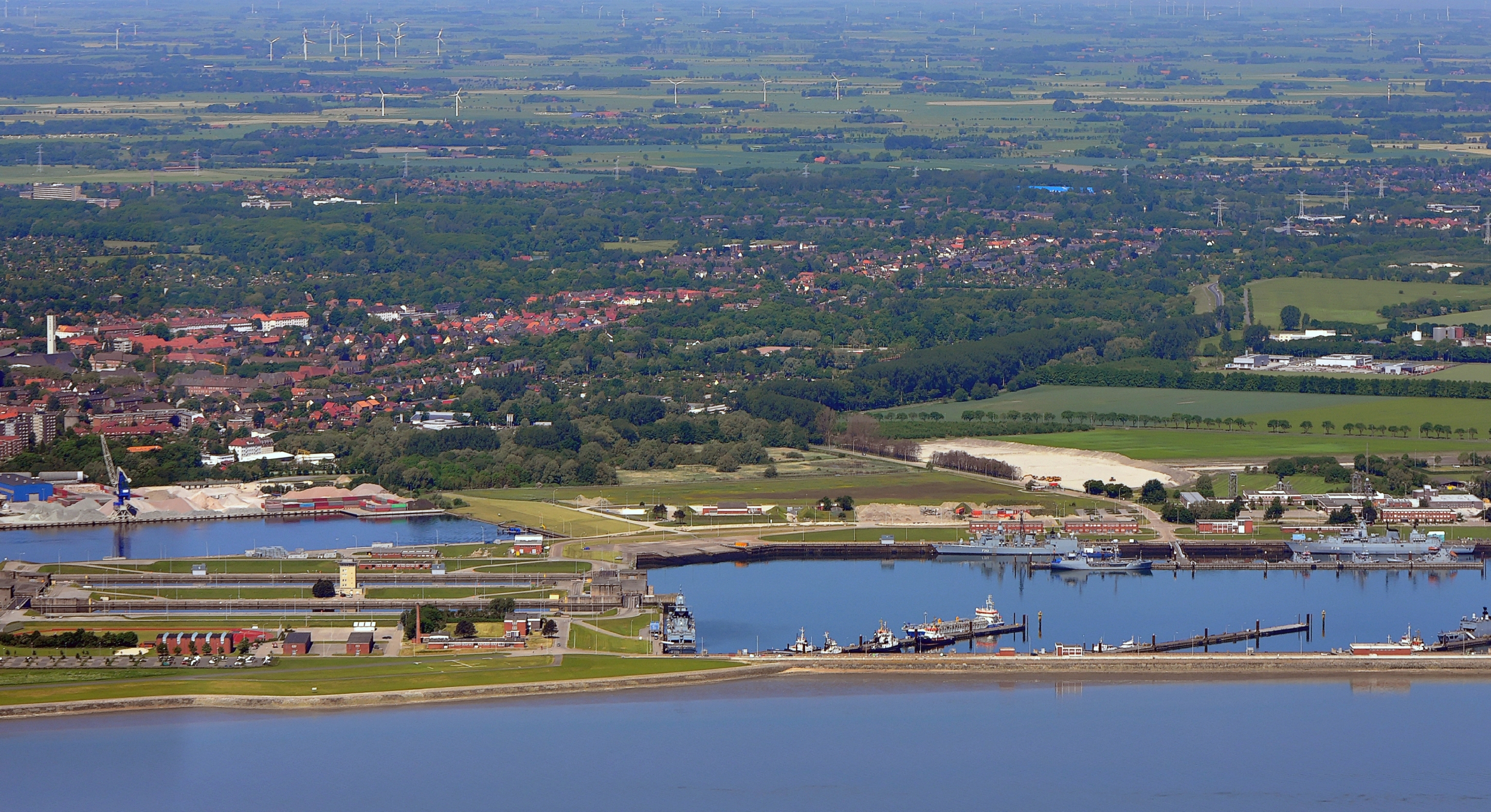
Links de zeesluizen en rechts de buitenhaven van de marine
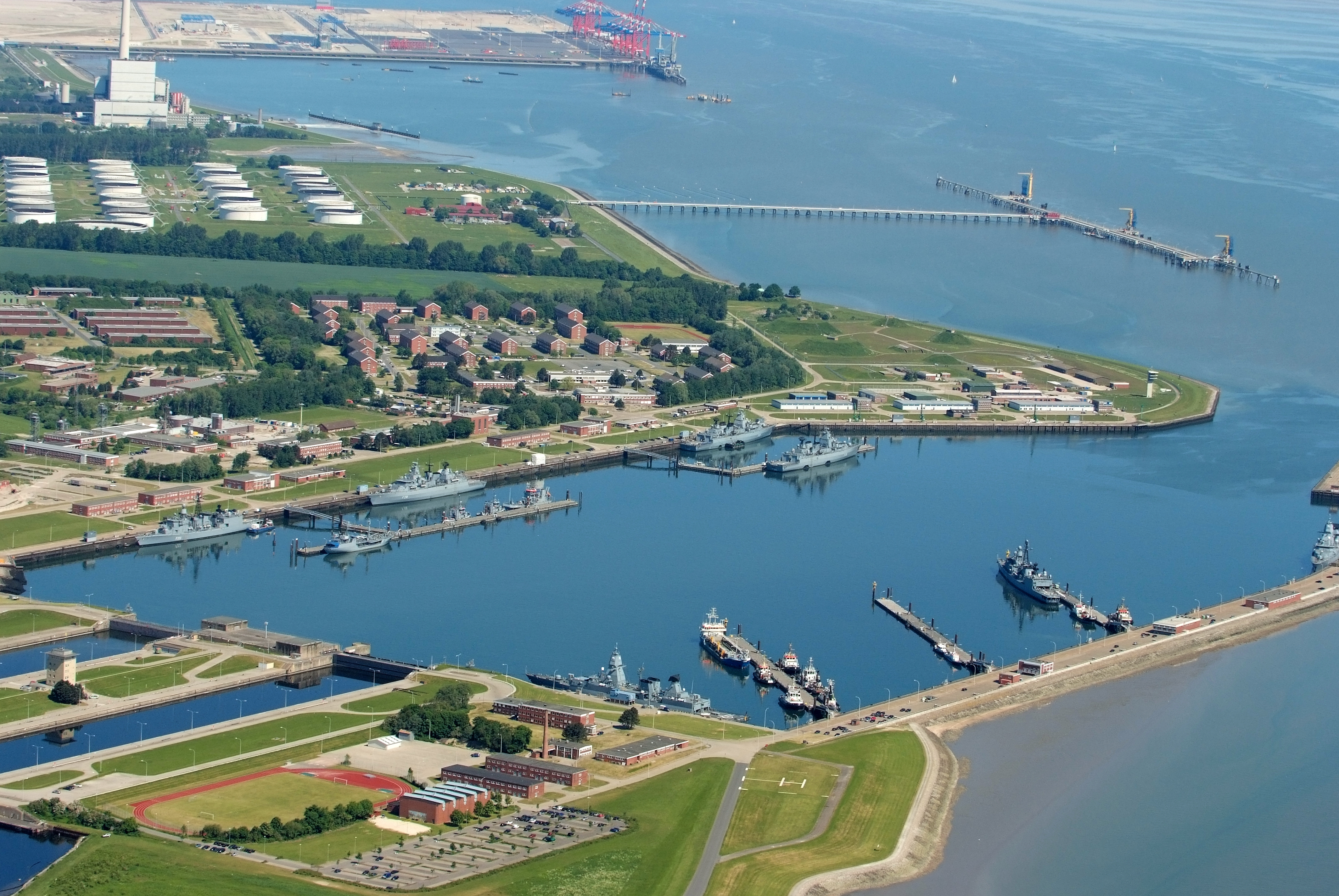
Marinehaven Heppenser Groden
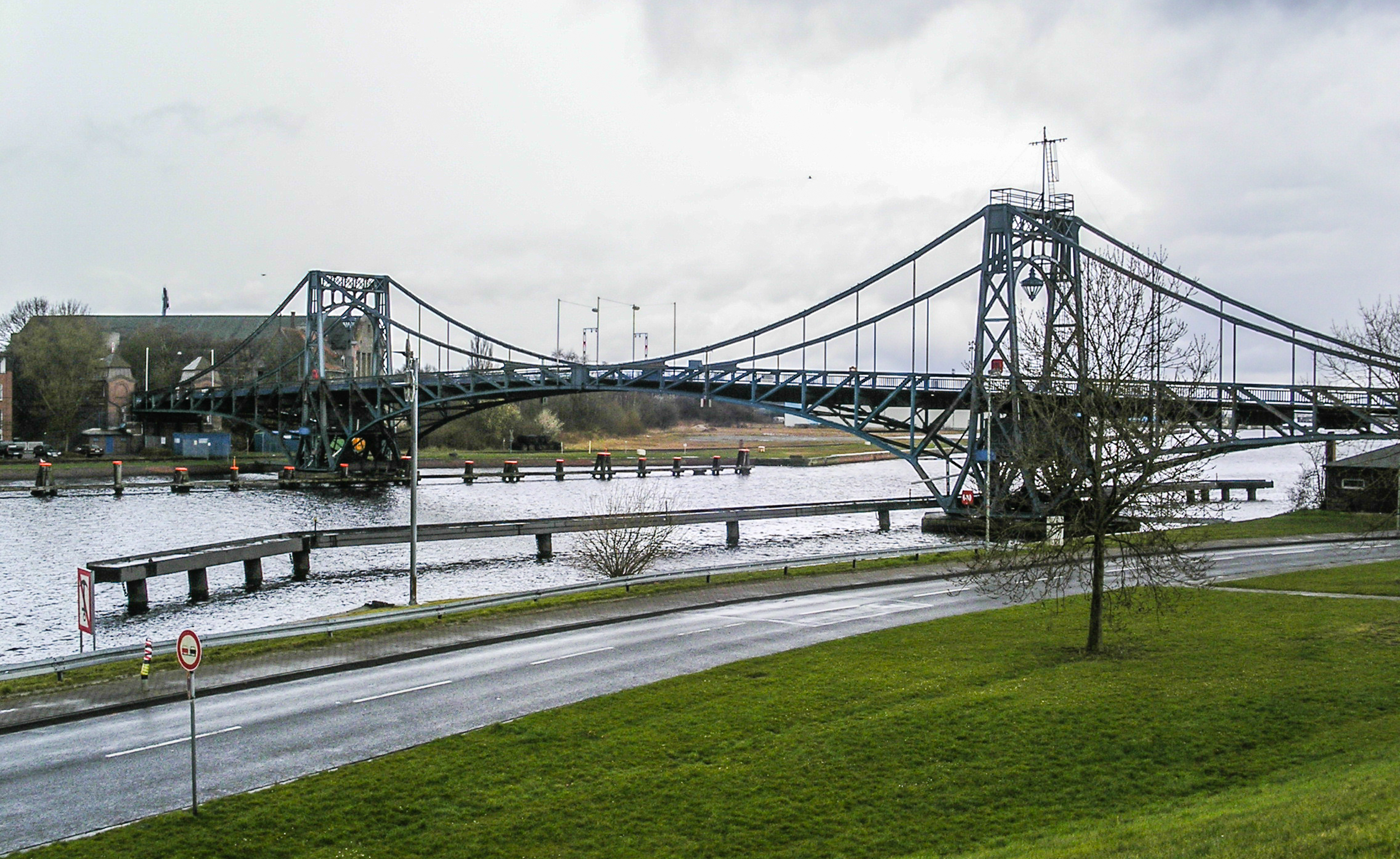
Kaiser-Wilhelm-Brücke
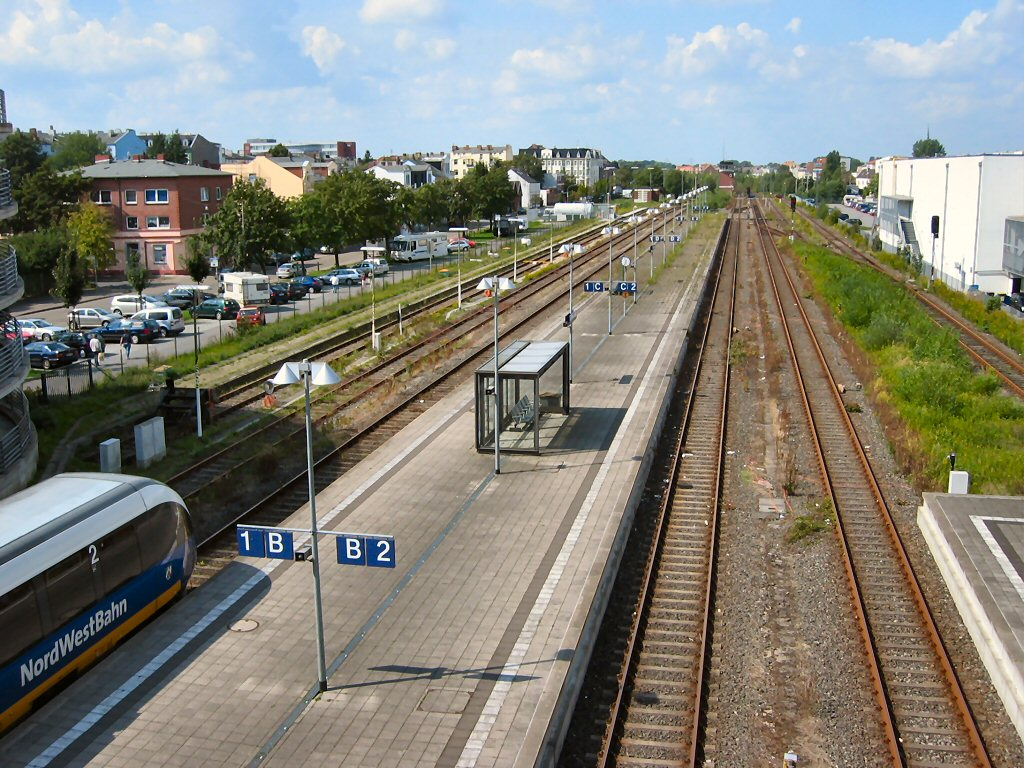
Station
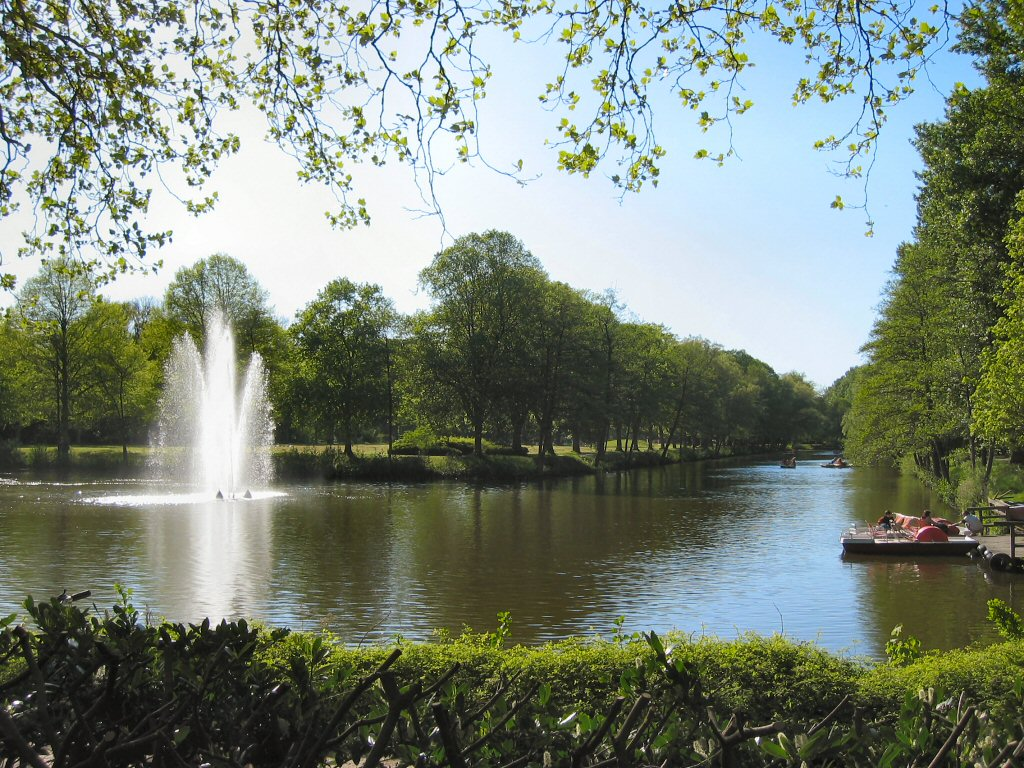
Stadspark
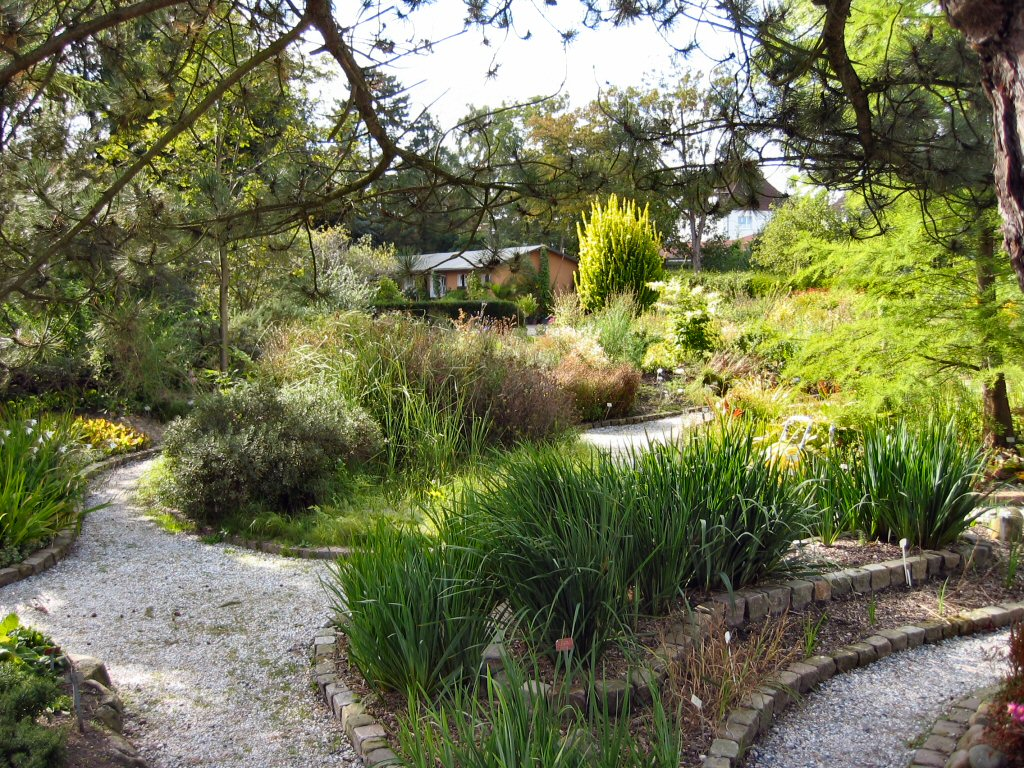
Botanische tuin
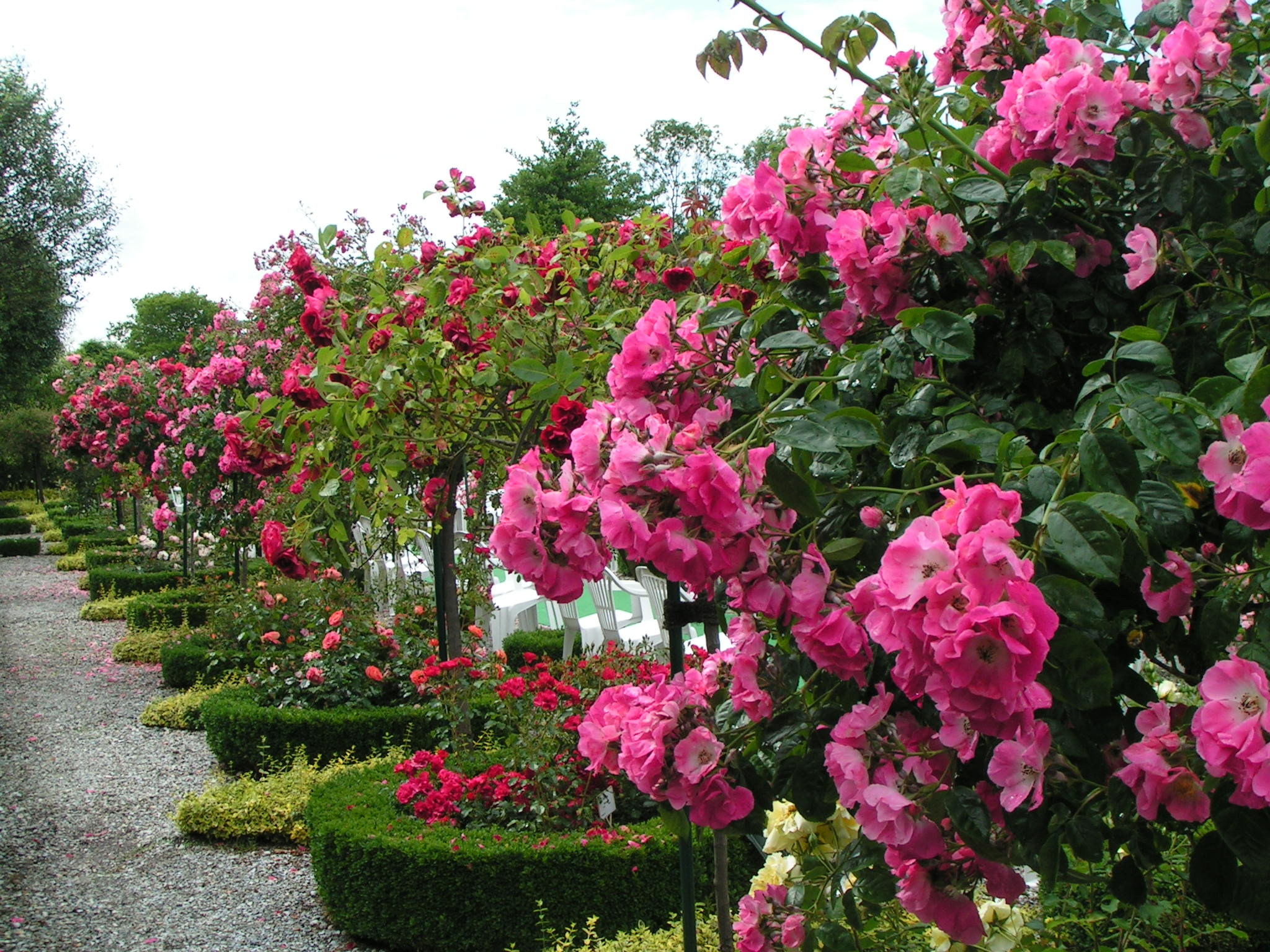
Rosarium
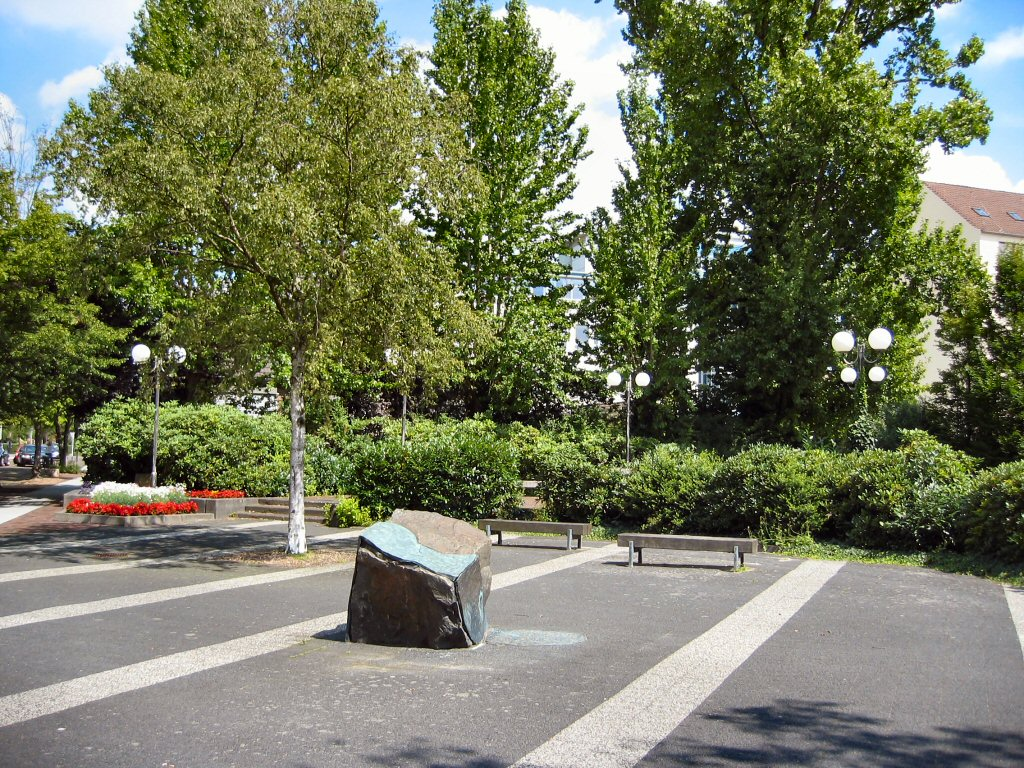
Gedenkteken voor de voormalige synagoge
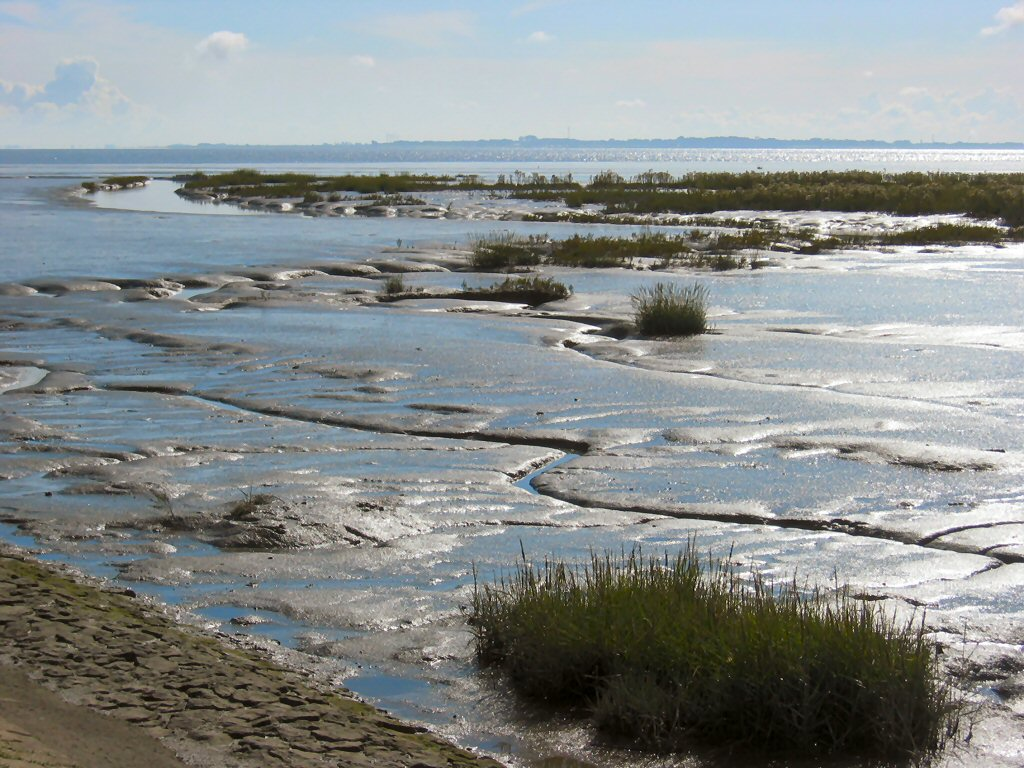
Waddengebied bij Wilhelmshaven

## Geboren in Wilhelmshaven
- Emil Meinardus (1859), componist, muziekpedagoog, dirigent en muziekwinkelier
- Erhard Milch (1892-1972), veldmaarschalk
- Hans Clarin (1929-2005), acteur
- Jantje Fleischhut (1972), sieraadontwerper
- Sebastian Polter (1991), voetballer
- Niels Högel (1976), seriemoordenaar